# 낚시돌풀
낚시돌풀은 한국 남부 해변의 바위 틈에 나는 여러해살이풀로 높이는 5-20cm이다. 전체에 털이 없고, 가지가 많으며, 다소 육질이다. 잎은 마주나며 도란상 긴 타원형, 길이 1-2.5cm, 표면에 광택이 나고, 가장자리는 밋밋하다. 잎자루는 아주 짧고, 턱잎은 작다. 꽃은 흰색, 줄기나 가지 끝에 취산꽃차례로 달리고, 꽃자루의 길이는 3-10mm. 꽃받침의 갈래는 넓은 삼각형이다. 화관은 길이 1.5-2mm, 4갈래, 수술 4개이다. 열매는 삭과로 도란상 원형이며, 꽃받침통 속에 들어 있다.